# Nothing But Rock And Roll
『Nothing But Rock And Roll』（ナッシング・バット・ロック・アンド・ロール）は、1988年7月21日にリリースされた、CBS・ソニー在籍時代に発売されたHOUND DOGのスタジオ・アルバムに収録されたロック曲だけを集めたコンピレーション・アルバム。HOUND DOG側が関与していない、レコード会社主導により制作されたアルバムである。

## 収録曲
1. だから大好き、ロックンロール
  - オリジナルは『Welcome to The Rock'n Roll Show』収録
  - オリジナルとは異なるリミックス音源を収録
2. Baby Blue　
  - 『Roll Over』収録
3. おちょくられた夜
  - 『STAND PLAY』収録
4. Please Please Please
  - 『DREAMER』収録
5. GoGo! サタディナイト
  - 『BRASH BOY』収録
6. FENを聞きながら
  - 『BRASH BOY』収録
7. DANCE MUSIC
  - 『Roll Over』収録
8. OH! スキャンダル
  - アルバム未収録。「涙のBirthday」のB面
9. OUTSIDER
  - 『LOVE』収録
10. HOT LINE
  - 『POWER UP!』収録
11. ROCK'N ROLL LARIAT
  - No More Rock’n Roll～Bye Bye Dancin’ Blue Suede Shoes～P.S. I Love You～Sake To Me～Funny Face～浮気な、パレット・キャット～Shake To Me～No More Rock'n Rollのメドレー
  - アルバム未収録。12インチ・シングル「Knock Me Tonight / Bad Boy Blues」のB面